# Vlaamse Filmpjes
De reeks Vlaamse Filmpjes is een populaire en langlopende reeks korte jeugdboekjes, met als doelpubliek kinderen van 10 tot 13 jaar. De Filmpjes houden het midden tussen een jeugdboek en tijdschrift. De reeks wordt sinds 1930 uitgegeven door de Belgische uitgeverij Averbode en is inmiddels (schooljaar 2023-24) aan de 94ste jaargang toe.

## Geschiedenis

### De vooroorlogse reeks

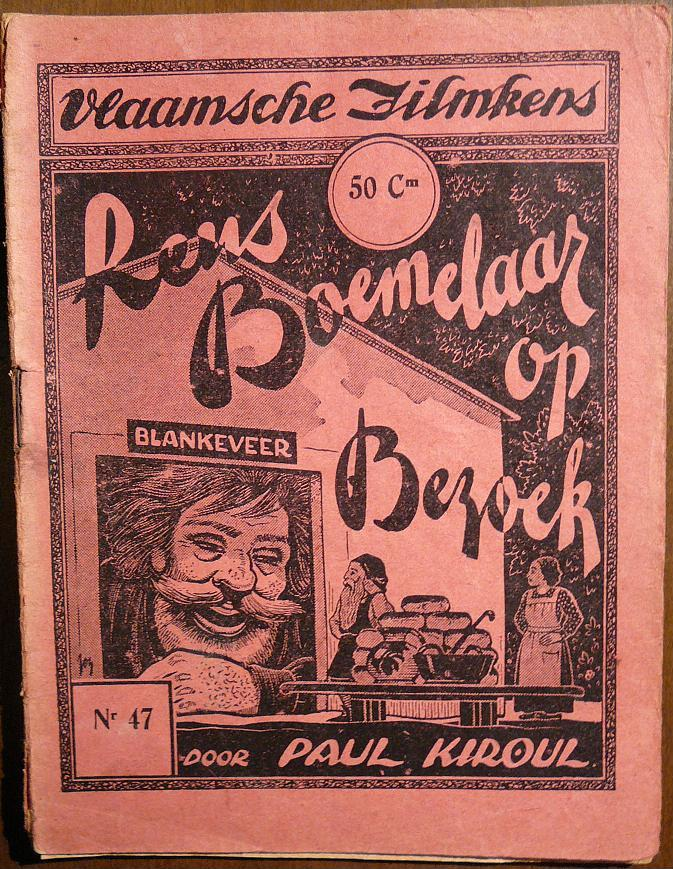
Cover van een Vlaams Filmpje (toen nog: Vlaamsch Filmken) uit 1931: Reus Boemelaar op bezoek geschreven door Paul Kiroul.

De oorspronkelijke Vlaamsche Filmkens werden gelanceerd op 2 november 1930 door de Goede Pers, Uitgeverij Averbode, als onderdeel van de drukkersactiviteiten van de Abdij van Averbode. Dit om als katholiek tegengewicht te dienen op enkele gelijkaardige reeksen die toen populair waren (onder andere: Abraham Hans Kinderbibliotheek).
Het eerste Filmke was De wondere tocht, geschreven door Fr. Hammenecker. Het verscheen als bijlage bij het kindertijdschrift Zonneland. Kort hierop werd gekozen voor een zelfstandige uitgave. Filmkens waren te koop via school (katholieke onderwijsnet) en in krantenkiosken. Een Vlaamsch Filmke kostte 50 centiemen. In vijf jaar tijd steeg de oplage naar 40.000 exemplaren, en de populariteit bleef toenemen tot een oplage van circa 60.000 exemplaren per week werd gehaald. Nabestellingen waren mogelijk via de lijsten met beschikbare nummers op de achterflap van de Filmpjes.
Door dit bereik werd door de voormalige Vlaams minister van Werk, Onderwijs en vorming Frank Vandenbroucke, gezegd dat de Vlaamse Filmpjes als korte verhalen een groot deel van de Vlaamse jeugd hebben leren lezen, en hen de stap heeft helpen zetten naar het lezen van boeken.
Kenmerkend aan de Filmpjes was het kleine formaat, en het aantal pagina's: steevast 32. Af en toe werden ze voorzien van illustraties, al wisselde dit van jaargang tot jaargang. De huidige Filmpjes zijn telkens voorzien van enkele afbeeldingen.
Vanaf nummer 320, het laatste Filmpje dat in 1936 werd uitgegeven, werden de Filmpjes op groter formaat gedrukt. Deze wijziging hield echter niet lang stand en na één jaargang (1937) werd teruggekeerd naar de oude formule.
De productie stokte even toen de Tweede Wereldoorlog uitbrak. Hierdoor werd er geen Vlaams Filmpje uitgegeven tussen 12 mei 1940 en 29 september van dat jaar. De reeks werd vervolgens hervat, maar moest uiteindelijk vanwege gebrek aan papier toch weer stoppen bij nummer 614 dat op 27 december 1942 verscheen.

### Nieuwe start en evolutie
Op 17 februari 1946 werd de reeks nieuw leven ingeblazen, met een nieuwe nummering vanaf 1. De naam Vlaamsche Filmkens werd aangehouden maar werd vanaf nummer 23 gespeld als Vlaamse Filmkens. De eerste naoorlogse Filmpjes kostten 5 frank. Ze waren opnieuw een succes en hierdoor kon de uitgever de prijs al snel terugbrengen naar 4 frank. Aanvankelijk verschenen de Filmpjes slechts tweewekelijks, maar vanaf 25 september 1960 verschenen ze weer wekelijks.
In juli 1970 werd overgegaan op de huidige spelling, waardoor er vanaf nummer 892 Vlaamse Filmpjes op de omslag staat.

#### John Flandersprijs
In 1972 verscheen het 1000e naoorlogse verhaal. Om dit te vieren werd door de toenmalig minister van cultuur voorgesteld om een schrijfwedstrijd uit te schrijven.  Averbode ging akkoord en het jaar daarop werd begonnen met de John Flandersprijs, genoemd naar uithangbord John Flanders, die zelf meer dan 150 Vlaamse Filmpjes schreef die regelmatig herdrukt worden. Deze schrijfwedstrijd had als doel nieuw talent te stimuleren. Heel wat bekende Vlaamse jeugdauteurs zetten hiermee hun eerste stapjes.
Bij het ontstaan van de prijs in 1973 werden drie verhalen bekroond, een detectiveverhaal, een fantastisch verhaal en een avonturenverhaal. In 1976 werd dit veranderd naar slechts één enkel verhaal. Daarnaast ontstond een debutantenprijs voor schrijvers jonger dan 25, maar die werd wegens weinig succes in 1981 opgedoekt. Oorspronkelijk was de beslissing ook in handen van een professionele jury, maar sinds 2000 bestaat de jury uit kinderen, zij het met een preselectie door een volwassen jury. In 2012 werd de John Flandersprijs voor de 39e keer toegekend en omvatte ze een geldprijs van 2000 euro.

#### Dikkere nummers
Hoewel voordien een uitgave weleens uit meerdere nummers bestond, werden sinds 1984 twee dikke vakantienummers uitgegeven voor juli en augustus. Deze twee boekjes bevatten elk vier verhalen. Dit bleef zo tot de 70ste jaargang (1999-2000) waar er slechts 3 nummers in een vakantienummer zaten. Dit stopte geheel in 2004, toen de formaatwijziging plaatsvond. Nummer 2000, De kast van Overopa door Henri van Daele, telde dan weer uitzonderlijk veel bladzijden voor één nummer; 112. Dit Vlaams Filmpje werd later ook in boekvorm uitgegeven.

#### Hernieuwde nummering
Na Vlaams Filmpje nummer 2385 besloot men de 614 vooroorlogse nummers er bij te tellen. Hierdoor kreeg het volgend Filmpje nummer 3000. Door deze ingreep werden de nummers 2386-2999 overgeslagen. Nummer 3000 was meteen ook een speciaal nummer; dit Filmpje bestaat uit twee verhalen onder eenzelfde titel (Wisselkind), waarbij een Vlaamse en een Nederlandse schrijfster een verhaal mocht verzinnen. De Vlaamse schrijfster Kolet Janssen met de Nederlandse illustrator Mark Janssen en de Nederlandse schrijfster Els Pelgrom met de Vlaamse illustrator André Sollie namen elk een verhaal voor hun rekening.

### De hedendaagse Filmpjes
In 2002 werd besloten tot een formaatwijziging. De Filmpjes werden wat groter en voorzien van een harde kaft, en kregen de benaming pocket mee. Het aantal Filmpjes per jaargang werd gereduceerd tot 15, wat ervoor zorgde dat opnieuw werd overgegaan op een tweewekelijkse uitgave. De reeks bereikt nu een oplage van circa 8.000. Alle Filmpjes zijn voorzien van meer ruimte voor illustraties en hebben een harde kaft. Een mogelijkheid tot pedagogische verwerking is voorzien via de site van de filmpjes.
De Filmpjes worden in Vlaanderen verspreid via een jaarabonnement en worden aangeboden in de derde graad (vijfde en zesde leerjaar) van het lager onderwijs (katholieke onderwijsnet) of kunnen bekomen worden als thuisabonnement.
In schooljaar 2013/2014 werd de 83ste jaargang van de Filmpjes uitgegeven. 20 Filmpjes verschijnen per jaargang, waarbij er tweemaal per maand een Filmpje uitgebracht wordt. Het aantal verhalen wijzigde daarna nog. In schooljaar 2023/2024 werden 10 boeken uitgegeven.

## Thematiek

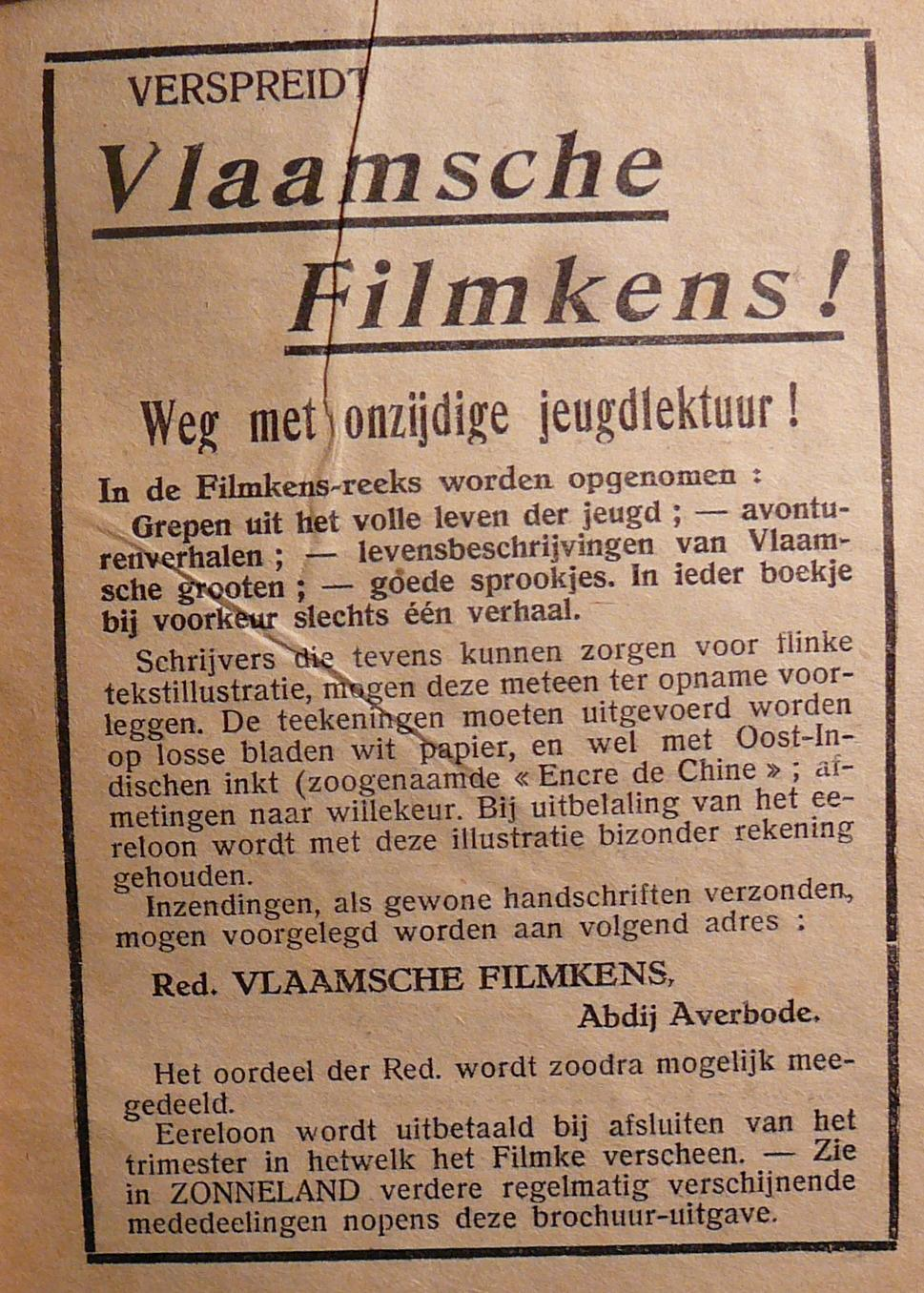
Reclame uit 1931 waarin de Vlaamsche Filmkens aangeprezen worden en de thema's aangegeven worden.

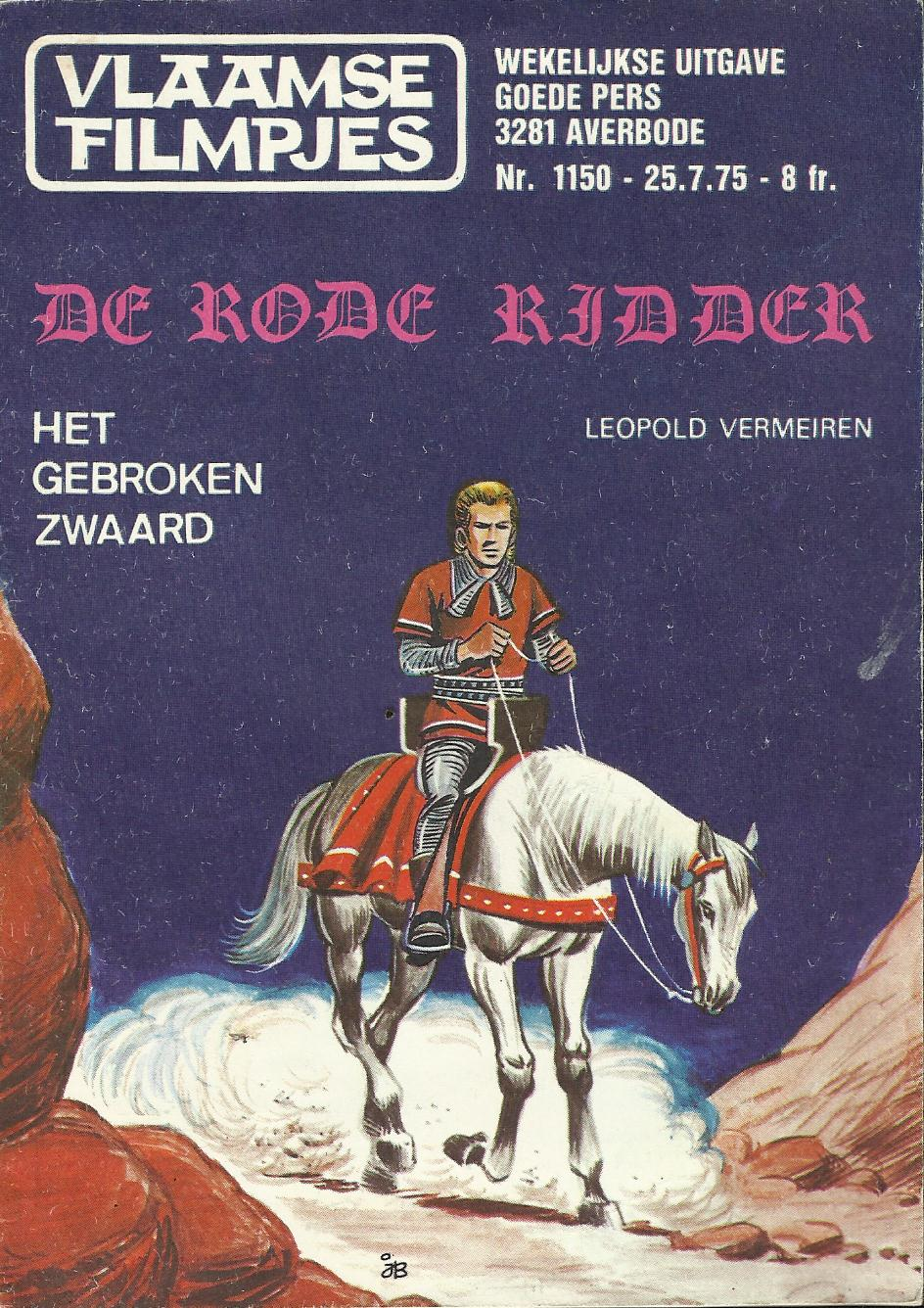
De Rode Ridder - Leopold Vermeiren (1975)

De thema's van de verhalen zijn vrij divers, van historische verhalen tot fantasy, griezelverhalen of detectives. In de begindagen van de Filmpjes waren de verhalen vaak geïnspireerd door de katholieke en Vlaamse wortels zoals de talrijke verhalen over heiligen of christelijke deugden aantonen, maar dit komt in de latere verhaaltjes heel wat minder op de voorgrond. Naast deze boekjes kwamen er ook heel wat sprookjesverhalen uit, ook deze thematiek verdween na de oorlog zowat geheel uit de reeks.
Sommige Filmpjes maakten deel uit van een serie of vervolgverhaal. Enkele voorbeelden hiervan zijn de meer dan 100 filmpjes over commissaris De Buldog door Jos Verhoogen of het vervolgverhaal De avonturen van kapitein Caras door Rik Puttemans (later ook gebundeld uitgegeven). In andere Filmpjes kwam dan weer een bekende jeugdboekenheld ten tonele, zoals in nummer 1150: Het gebroken zwaard, waar Leopold Vermeirens hoofdpersonage uit de toen bekende jeugdboekenreeks De Rode Ridder werd opgevoerd.
Als dubbel doel van de Filmpjes werd dan ook getracht "de jeugd ontspannende lectuur te bezorgen" en "jonge auteurs te ontdekken en hun een kans te bieden schrijver te worden". Verder werd het gezien als een hulpmiddel bij het aanleren van een correct Nederlands, wat zich ook uitte in de hierna genoemde extraatjes.
Naast de verhalen bevatten de Filmpjes allerlei extraatjes, die kwamen en gingen. Zo werd er bericht door een postzegelclub, waarbij elke verzamelaar eens kort aan bod kwam in een Filmpje. Ook werden er haiku's en kruiswoordraadsels opgenomen als extra entertainment. 
De pedagogische inslag zorgde ervoor dat er wekelijks allerlei wetenswaardigheden voorzien werden zoals de wist-je-datjes: "Ken je?" voorzien en er werd ingegaan op taal met "taalsteentje", waarin woorden werden uitgelegd, maar ook mopjesrubrieken als "taalwenken" waarbij nog eens "woorden om te onthouden" werden aangegeven. Dit alles kaderde in de pedagogische aanpak van de Filmpjes, die ten slotte verdeeld werden in het lager onderwijs. Reclame, al dan niet voor eigen winkel, en lezersbrieven vonden ook in de Filmpjes een plaatsje.
Om de leerkrachten te helpen werden dan ook verschillende folders voorzien om in de lessen met de boekjes te kunnen werken.
Sommige jaargangen waren voorzien van illustraties bij de verhalen, andere niet. Voor de huidige generatie Filmpjes werd er voor het gebruik van illustraties gekozen.

## Taal
Hoewel vrijwel alle Filmpjes in het Nederlands werden uitgegeven, kwamen ook enkele nummers in het Frans uit. Zo verschenen nummer 3017 (De schaduwen van Jonas/Les ombres de Jonas door de Waalse schrijver Carl Norac) en nummer 3021 (Martin en ik/Mon copain Martin) in een dubbele Nederlands-/Franstalige uitgave ter gelegenheid van 70 jaar Vlaamse Filmpjes.
In 1934 kwam Averbode ook met een Franstalige versie van de Vlaamsche Filmkens op de markt onder de naam Presto Films. De reeks liep tot 1940 en werd na de oorlog niet voortgezet.
Vanaf 1999 werd de reeks in Nederland uitgegeven als Leesbeest voor groep 7 en 8. Ook werd opnieuw een reeks in het Frans opgericht als Récits Express. In 2005 werd de Nederlandse uitgave echter gestaakt.

## John Flandersprijs 1973 tot heden
Heel wat bekende en minder bekende Vlaamse en Nederlandse schrijvers/schrijfsters schreven één of meerdere Vlaamse Filmpjes, al dan niet aan het begin van hun carrière. Hieronder volgt een lijst met bekroonde auteurs van de Averbode Verhalenprijs:
1973

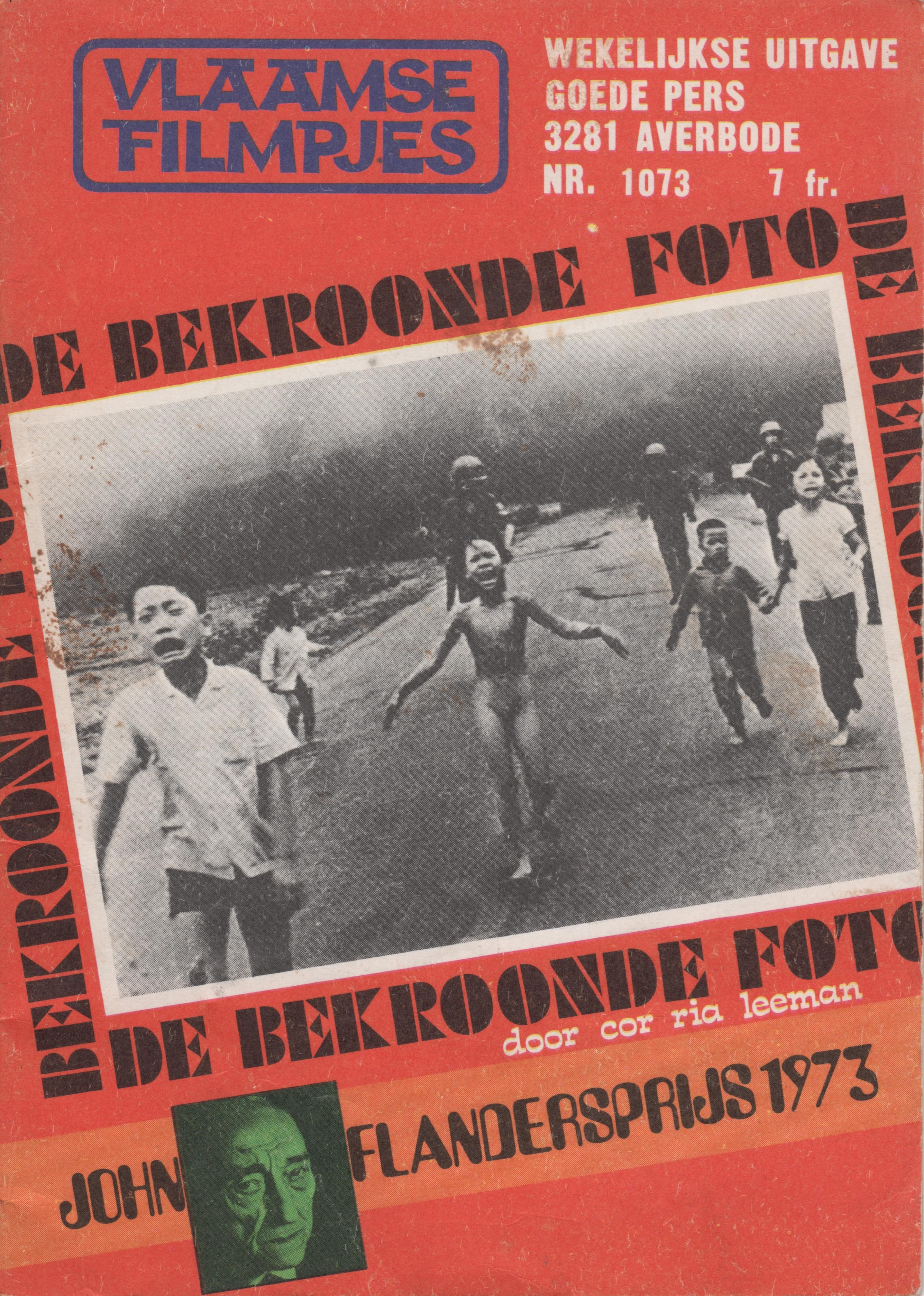
De bekroonde foto

1. Cor Ria Leeman: De bekroonde foto
2. Bart Sereyns: De wedren om de vrijheid - 2e prijs
3. Jaak Christiaens: Het vreemde mannetje - 3e prijs

1974
1. René Swartenbroekx: Twee handen in elkaar
2. Willem Willem: Hersenen op hol - 2e prijs
3. Karel Verleyen: De dood slaapt in het bos - 3e prijs

1975
1. Jo Briels: Ayu-Bo-Wan Saleem
2. Karel Verleyen: Blij dat je mijn vader bent - 2e laureaat
3. Henri van Daele: Petertwee - 3e laureaat

1976
1. René Swartenbroekx: Het verhaal van Ilse Somers

1977
1. Jaak Christiaens: Waar was je?

1978
1. Cor Ria Leeman: Denken aan een dode Chinees

1979
1. Louis Appels: Angelita

1980
(Niet toegekend)
1981
1. Gerda van Cleemput: Goud voor Toekan

1982
1. Karel Verleyen: De veertiende dag

1983
1. André Velghe: Dagboek zonder data

1984
1. Gerda van Erkel: De grote honger

1985
1. Els Beerten: Vreemde eend

1986
1. Gerda van Cleemput: Janka Marjanka

1987
1. Patrick Bernauw: Grenspaal 151

1988
1. Bert Vereycken: De mirakelramp

1989
1. Karel Verleyen: Kat

1990
1. Kolet Janssen: Het lege hoofd

1991
1. Patrick Bernauw: De komst van Kasper

1992
1. Daisy Ver Boven: Mama na Bana
2. Sylvia Vanden Heede: Sonate voor Rat - Eervolle vermelding

1993
1. Sylvia Vanden Heede: Ronkedoor'

1994
1. Clara Vanuytven: Het heksenjong

1995
1. Katrien Vandewoude: Het is zover

1996
1. Luc van Tolhuyzen: Getekend
2. Hilde Vandermeeren Glimwormen: - Eervolle vermelding

1997
1. Herwig Hendrikx: Zou er zeep zijn in de hemel?

1998
1. Marleen Vanwelkenhuysen: Hij noemt me Anna

1999
1. Anna Coudenys: Mureke Pek
2. Gerda van Erkel: Papieren stem - Eervolle vermelding

2000
1. John Vermeulen: Het internetmonstertje
2. Koen Driessens: Voor Altijd De Beste Vrienden - Eervolle vermelding

2001
1. Maria Heylen: Schrijf het op

2002
1. Marleen Vanwelkenhuysen: Jesse en Elisah

2003
1. Karen Dierickx: Naar Europa
2. Piet Reynders: De dame in het zwart - Eervolle vermelding
3. Karel Smolders: Duizend kraanvogels - Eervolle vermelding

2004
1. Inge Van Gestel: Luider dan trompetten en sneller dan het geluid

2005
1. Geert Van Laere: De laatste draagster
2. Gerda Van Erkel: De witte roos - Eervolle vermelding
3. Piet De Loof: Trompet wil staken - Eervolle vermelding

2006
1. Inge Misschaert: Mijn zus is een draak
2. Johan Vandevelde: Het geheim van de schoorsteenvegertjes - Eervolle vermelding

2007
1. Martine Kamphuis: Roken is dodelijk
2. Luc Van Tolhuyzen: De troetel Zeppelin - Eervolle vermelding

2008
1. Inge Misschaert: Ragnarök
2. Inge Berg: Mis je mij? - Eervolle vermelding

2009
1. Martine Kamphuis: Niet geschoten is altijd mis
2. Roger Vanhoeck: De mijn brandt - Eervolle vermelding

2010
1. Karin Vrielink: Navigeren door puin

2011
1. Veronique Marien: Koning Aap

2012
1. Helga Warmels: Engel in Afghanistan
2. Karin Vrielink: Bluf of bloed? - Eervolle vermelding

2013
1. Inge Verbruggen: De smartphone

2014
1. Cor Inja: De komeet en het varken
2. Anaïd Haen en Django Mathijsen: De spokenjaagster - Eervolle vermelding

2015
1. Karin Vrielink: De drone

2016
1. Cat Calcoen: De oude man en het hondje

2017
1. Sarah Verhasselt: Een miljoen voor middernacht